# Alan Marinelli
Alan Nicolás Marinelli (* 7. dubna 1999) je argentinský profesionální fotbalista, který hraje na pozici křídelníka za český klub 1. FC Slovácko.

## Klubová kariéra
Marinelli je produktem mládežnického systému Rosario Central; připojil se v roce 2010. Dne 20. dubna 2019, na konci sezóny 2018/19 pod vedením trenéra Diega Coccy debutoval v profesionálním fotbale při vítězství v Copa de la Superliga na půdě Aldosivi; ovšem jejich soupeři postoupili díky celkovému skóre. Dne 14. prosince 2020 vstřelil dva góly při vítězství ve druhém kole Copa de la Liga Profesional nad Patronatem.
V únoru 2022 se Marinelli připojil k Estudiantes na roční hostování s možností odkupu. Nicméně, angažmá bylo předčasně ukončeno a Marinelli se vrátil zpět 11. července 2022.
Dne 29. července 2025 podepsal Marinelli jako volný hráč dvouletou smlouvu se Slováckem z 1. české fotbalové ligy.

## Reprezentační kariéra
V roce 2018 reprezentoval Marinelli Argentinu U20 na mezinárodním turnaji L'Alcúdia ve Španělsku. Turnaj vyhráli a Marinelli vstřelil vítězný gól ve finále proti Rusku U20. Také byl povolán do tréninkového kempu reprezentačního A-týmu.

## Statistiky

### Klubové
Platí k zápasu hranému 25. listopadu 2023.
| Klub              | Soutěž                       | Liga              | Liga   | Liga | Národní pohár | Národní pohár | Kontinentální | Kontinentální | Celkově | Celkově |
| Klub              | Soutěž                       | Sezóna            | Zápasy | Góly | Zápasy        | Góly          | Zápasy        | Góly          | Zápasy  | Góly    |
| ----------------- | ---------------------------- | ----------------- | ------ | ---- | ------------- | ------------- | ------------- | ------------- | ------- | ------- |
| Rosario Central   | Argentinská Primera División | 2018/19           | —      | —    | 1             | 0             | —             | —             | 1       | 0       |
| Rosario Central   | Argentinská Primera División | 2019/20           | 4      | 0    | 1             | 0             | —             | —             | 5       | 0       |
| Rosario Central   | Argentinská Primera División | 2020              | —      | —    | 8             | 5             | —             | —             | 8       | 5       |
| Rosario Central   | Argentinská Primera División | 2021              | 16     | 1    | 10            | 0             | 8             | 1             | 34      | 2       |
| Rosario Central   | Argentinská Primera División | 2022              | 14     | 1    | 1             | 0             | —             | —             | 15      | 1       |
| Rosario Central   | Argentinská Primera División | 2023              | 0      | 0    | 0             | 0             | —             | —             | 0       | 0       |
| Rosario Central   | Celkově                      | Celkově           | 34     | 2    | 21            | 5             | 8             | 1             | 63      | 8       |
| Estudiantes       | Argentinská Primera División | 2022              | 2      | 0    | 8             | 0             | 4             | 0             | 14      | 0       |
| Sarmiento         | Argentinská Primera División | 2023              | —      | —    | 13            | 0             | —             | —             | 13      | 0       |
| Celkově v kariéře | Celkově v kariéře            | Celkově v kariéře | 36     | 2    | 42            | 5             | 12            | 1             | 90      | 8       |

## Úspěchy
Argentina U20
- Mezinárodní turnaj L'Alcúdia: 2018